# Bandar-e Emam Chomejni
Bandar-e Emam Chomejni (perski: بندرامام خمینی, do 1979 Bandar-e Szahpur) – miasto w południowo-zachodnim Iranie, w ostanie Chuzestan, nad Zatoką Perską.
W 2011 miejscowość liczyła 72 357 mieszkańców. Dla porównania, w 2006 było ich 67 467, w 1966 – 55 936, a w 1970 – około 24 tys. Port handlowy. Rozwinięte rybołówstwo. W mieście znajduje się południowe zakończenie Kolei Transirańskiej.